# Oceans Red
Oceans Red — українсько-шведський пост-хардкор гурт, створений колишніми учасниками Make Me Famous після того, як гурт покинув Денис Шафоростов.

## Історія
Дебютний EP під назвою Hold Your Breath вийшов 31 жовтня 2013. 

У 2014 гурт покинули Дасті Боулз та Серж Кравченко. Останній, однак, брав участь у записі другого альбому, та надалі співпрацює з гуртом у студіі. 

Антон Рогов та Джоель Холмквіст стали новими учасниками гурту. 

6 листопада 2015 вийшов перший повноформатний альбом гурту — Anevidence.

## Учасники

### Останній склад
- Сергій Хохлов — бас-гітара (2013—2017)
- Ігор "Jimmy X Rose" Ястребов — гітара (2013—2017)
- Джоель Холмквіст — вокал (2014—2017)

### Інші учасники
- Дасті Боулз — ударні, гітара (2013—2014)
- Нік Мейг'ю — ударні (2013)
- Серж Кравченко — вокал, програмування (2013—2014)
- Антон Рогов — гітара (2014—2016)

## Дискографія
- 2013 — Hold Your Breath (EP)
- 2015 — Anevidence

## Відеографія
- The Secret Window — (2013)
- Blood — (2013)
- Riot — (2013)
- Misguided — (2014)
- Black Spot — (2014)
- Riot (acoustic) — (2015)
- Home — (2015)
- «Circles» — (2016)

## Соцмережі
- Oceans Red [Архівовано 3 вересня 2014 у Wayback Machine.] в Facebook
- Oceans Red [Архівовано 3 вересня 2014 у Wayback Machine.] в YouTube
- Oceans Red [Архівовано 17 серпня 2015 у Wayback Machine.] в Twitter
- Oceans Red в Вконтакті